# I'm lovin' it

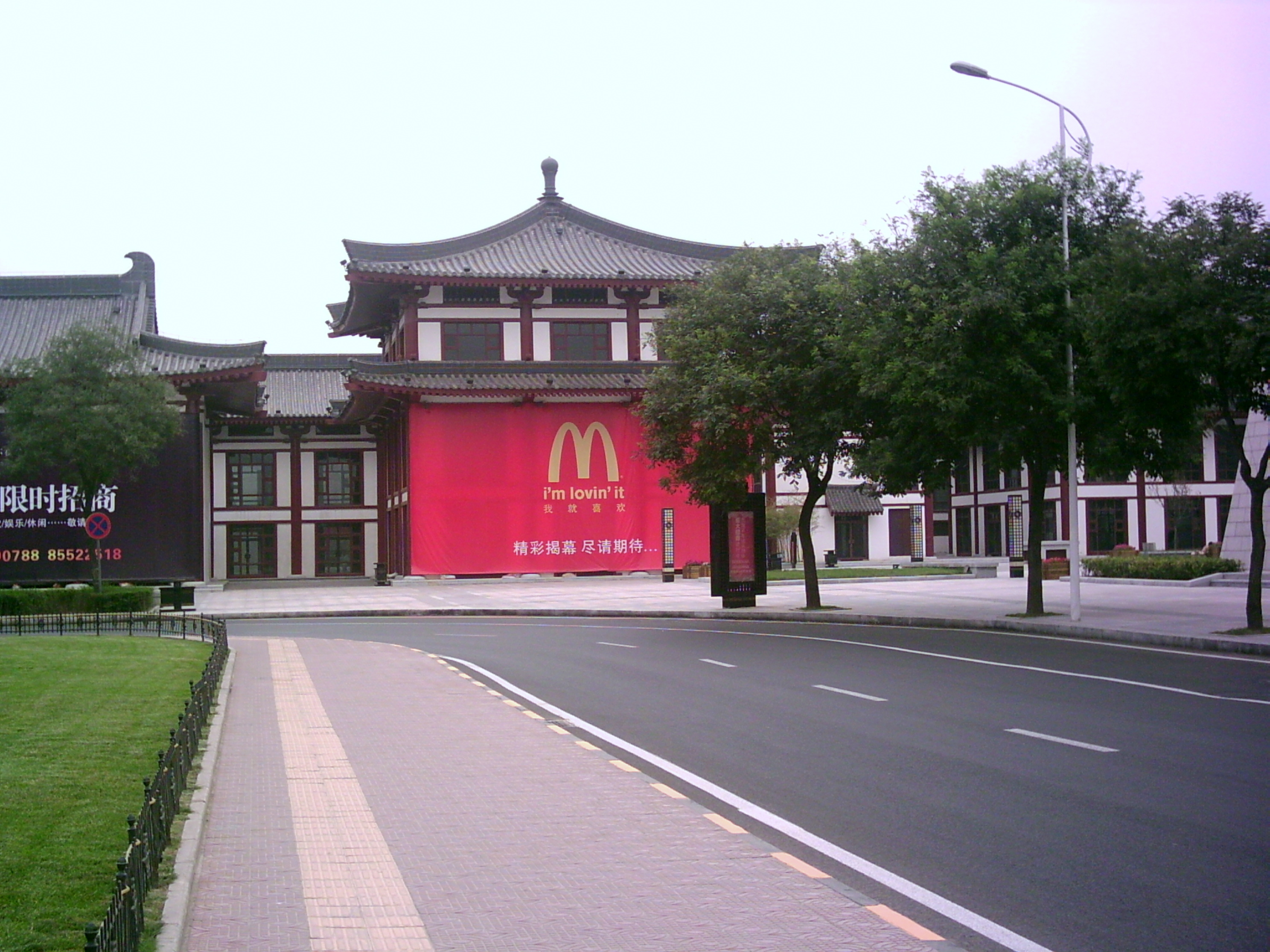
i'm lovin' it in China

De slagzin i'm lovin' it wordt gebruikt in een internationale reclamecampagne van McDonald's, voornamelijk gericht op personen in de leeftijdsgroep 15–24. De campagne werd bedacht door Heye & Partner uit Unterhaching in Duitsland. Het is de eerste wereldwijde reclamecampagne van McDonald's, die op 2 september 2003 in München begon met de Duitse versie ich liebe es. Het Engelstalige deel van de campagne begon op 29 september 2003 met de muziek van Tom Batoy en Franco Tortora en zang van Justin Timberlake.

## Andere taalversies
| Versie                                                    | Taal           | Land |
| --------------------------------------------------------- | -------------- | --- |
| i’m lovin’ it                                             | Engels         | Aruba, Australië, België, Bulgarije, Canada, Denemarken, Finland, Griekenland, Hongarije, Hongkong, Ierland, India, Indonesië, Israël, Italië, Japan, Litouwen, Macau, Maleisië, Malta, Nederland, Nederlandse Antillen, Nieuw-Zeeland, Noorwegen, Oostenrijk, Polen, Portugal, Puerto Rico, Roemenië, Servië, Singapore, Slovenië, Slowakije, Spanje, Suriname, Tsjechië, Verenigd Koninkrijk, Verenigde Staten, Wit-Rusland, Zuid-Afrika, Zuid-Korea, Zweden. |
| ich liebe es                                              | Duits          | Duitsland, Zwitserland |
| c’est tout ce que j’aime                                  | Frans          | Frankrijk , Marokko en Franssprekende landen in West-Afrika |
| c’est ça que j’m                                          | Canadees-Frans | Canada |
| me encanta                                                | Spaans         | De meeste Spaanssprekende landen in Latijns-Amerika en ook in de Verenigde Staten en Puerto Rico |
| me encanta todo eso                                       | Spaans         | Chili en Argentinië |
| amo muito tudo isso                                       | Portugees      | Brazilië |
| işte bunu seviyorum                                       | Turks          | Turkije |
| 我就喜欢/我就喜歡                                         | Chinees        | China en Taiwan |
| вот что я люблю                                           | Russisch       | Rusland |
| я це люблю                                                | Oekraïens      | Oekraïne |
| Ja’ tyck’ om ä’                                           | Zweeds         | Zweden (Norrland) |
| Jeg elsker det                                            | Deens          | Denemarken |
| man tas patīk                                             | Litouws        | Litouwen |
| أنا أحبه (ana uħibbuhu) ook wel اكيد بحبه (akid behibuhu) | Arabisch       | Arabischsprekende landen in het Midden-Oosten |
| love ko ‘to                                               | Filipijns      | Filipijnen |